# Kirkeskole-Filmen Juni 1938
Kirkeskole-Filmen Juni 1938 er en dansk dokumentarfilm fra 1938 med ukendt instruktør.

## Handling
Skildring af en skoledag og afslutningen på det sidste ordinære skoleår på Kirkeskolen i Nørregade 37 i København.